# 娜塔莉·本内特
娜塔莉·路易絲·本內特女男爵（英語：Natalie Louise Bennett, Baroness Bennett of Manor Castle，1966年2月10日—），是澳洲出生的英國政治家及新聞從業員。她在2012年9月3日當選為英格蘭和威爾斯綠黨黨魁。

## 生平
1966年2月10日，本內特在澳洲悉尼郊區伊士活出生，是約翰和喬伊·本內特（John and Joy Bennett）的女兒。她的父母出身工人階級——兼職秘書和一個木匠學徒，母親在1989年一場車禍中逝世。
本內特後來獲得獎學金，在新南威尔士州宝活的女子独立学校MLC學校學習，並成為家庭中第一個進入大學的成員。大學期間她得到悉尼大學榮譽農業理科學士學位、新英格蘭大學亞洲研究榮譽文学士及萊斯特大學大众传播文学硕士。之後她在當地為數份地區報章工作。
1995年離開澳洲到泰國工作，再於1999年定居英國。本內特於2006年加入綠黨，但繼續投身傳媒行業，直至2012年。

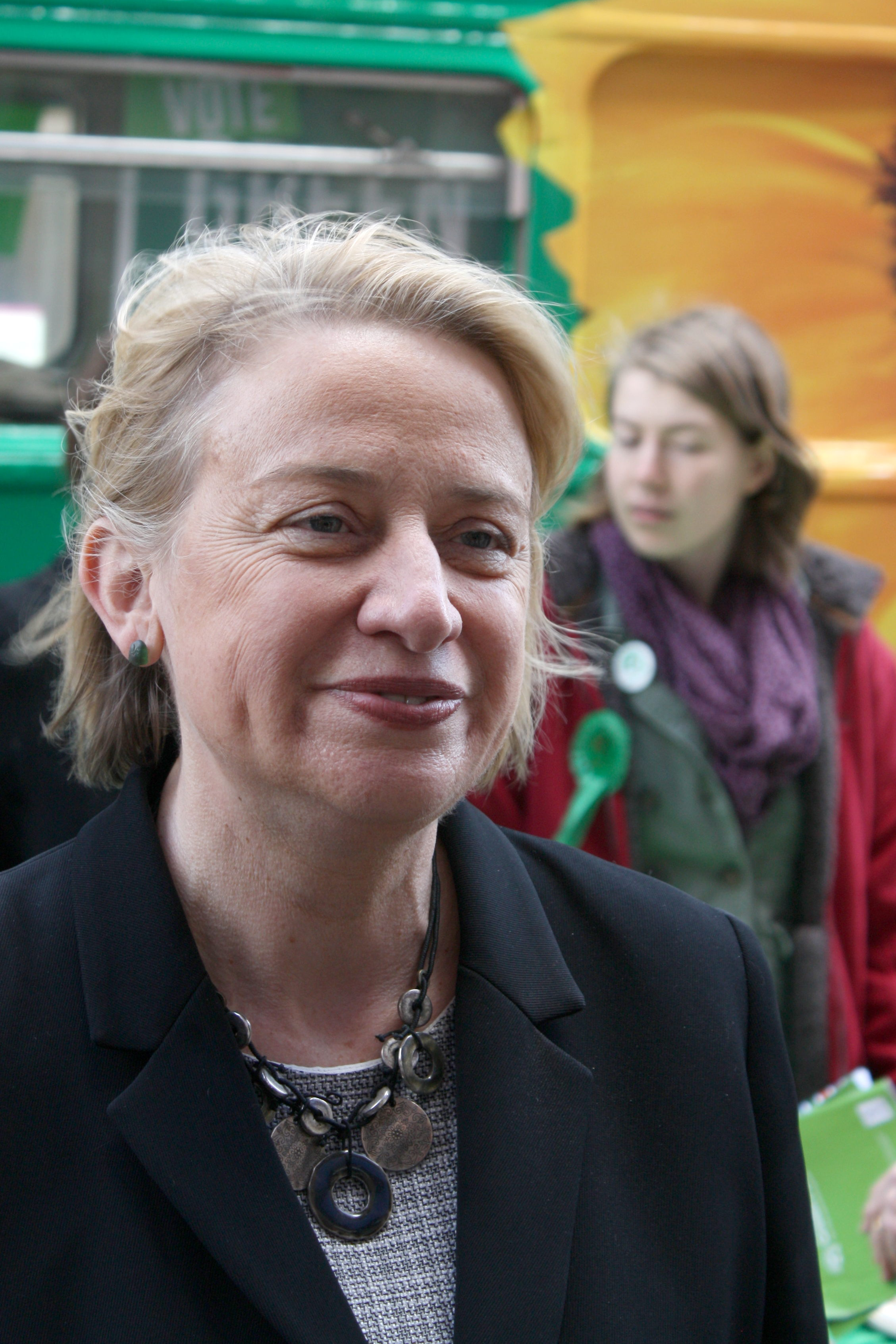
本奈特在2015年競選活動

同年獲選為綠黨黨魁，四年後不尋求連任而卸任。她曾在2010、15和17年三度競選下院議員但不果。
2019年9月獲提名並被冊封為終身貴族，並藉此於10月宣誓晉身上議院，成為第二名綠黨貴族。任內與自民黨下議員阿利斯泰爾·卡邁克爾共同擔任當地跨黨派關注香港小組主席。

## 外部網站
- 官方网站

| 媒體職務                 | 媒體職務                        | 媒體職務             |
| ------------------------ | ------------------------------- | -------------------- |
| 前任者： 帕特里克·恩索爾 | 《衛報周刊》編輯 2007年－2012年 | 繼任者： 艾比·迪夫尼 |
| 政党职务                 |                                 |                      |
| 前任者： 卡洛琳·盧卡斯   | 英格蘭和威爾斯綠黨黨魁 2012年－ | 現任                 |